# جیمز بار (پژوهشگر کتاب مقدس)
جیمز بار (انگلیسی: James Barr; ۲۰ مارس ۱۹۲۴ – ۱۴ اکتبر ۲۰۰۶) زبان‌شناس، استاد دانشگاه، نویسنده غیر داستانی، و استاد اهل بریتانیا بود. یک محقق اسکاتلندی عهد عتیق بود که به دلیل انتقادش از این تصور که واژگان و ساختار زبان عبری ممکن است منعکس کننده یک طرز فکر الهیاتی خاص باشد، شهرت داشت. او در دانشگاه آکسفورد، او از سال ۱۹۷۶ تا ۱۹۷۸ استاد تفسیر کتاب مقدس و از سال ۱۹۷۸ تا ۱۹۸۹ استاد زبان عبری بود.
وی همچنین برندهٔ جوایزی همچون عضو آکادمی بریتانیا و کمک‌هزینه گوگنهایم شده‌است.